# Ricki Herbert
Richard »Ricki« Herbert, novozelandski nogometaš in trener, * 10. april 1961, Auckland, Nova Zelandija.
Herbert je bivši selektor novozelandske reprezentance. Igral je za več nogometnih klubov na Novi Zelandiji in Avstraliji ter med letoma 1984 in 1986 za Wolverhampton Wanderers v Angliji. V svoji aktivni karieri, je v letih od 1980-1989 skupaj  zbral 61 nastopov in dal (7 golov) za Novo Zelandijo. Leta 1982 je igral tudi na Svetovnem  prvenstvu. Od leta 1990 je nogometni trener. 